# Cayratia tenuifolia
Cayratia tenuifolia är en vinväxtart som först beskrevs av Wight & Arn., och fick sitt nu gällande namn av François Gagnepain. Cayratia tenuifolia ingår i släktet Cayratia och familjen vinväxter. Inga underarter finns listade i Catalogue of Life.